# Омотэсандо

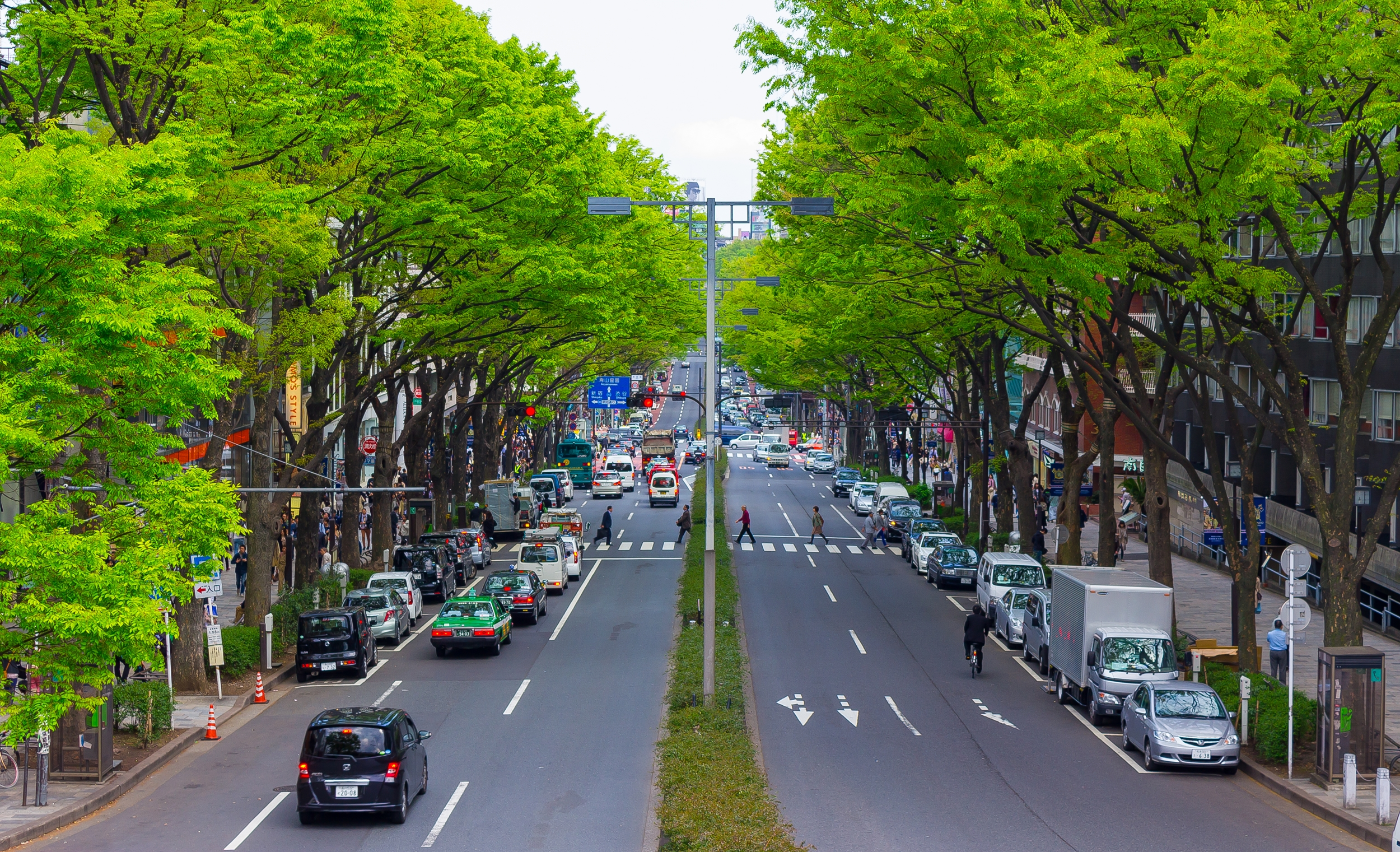
Улица Омотэсандо, вид с эстакады.

Омотэсандо (яп. 表参道 омотэсандо:) — обсаженная деревьями аллея, расположенная в районах Сибуя и Минато, Токио, простирающаяся от входа в храм Мэйдзи до Аояма-Дори, где находится станция Омотэсандо.

## История
Аллея Омотэсандо была первоначально высажена в период Тайсё для того, чтобы оформить проход к святилищу Мэйдзи, посвящённому обожествлённым духам императора Мэйдзи и его жены императрицы Сёкэн.

## Наши дни
Аллея Омотэсандо известна как одна из самых модных улиц в мире, где расположено множество бутиков в нескольких минутах ходьбы друг от друга. К ним относятся люксовые бренды Louis Vuitton, Tod's, Dior, Gucci, Alexander McQueen, а также масс-маркет: Gap, H&M и Zara.
В своей книге Luxury Brand Management менеджер Мишель Шевалье называет Омотэсандо одним из лучших мест в Токио для размещения своего магазина. В переулках Омотэсандо, известных как Ура-Харадзюку, расположено множество небольших кафе, баров и ресторанов.
В Омотэсандо ежегодно проводится фестиваль в честь Дня святого Патрика.

## Галерея

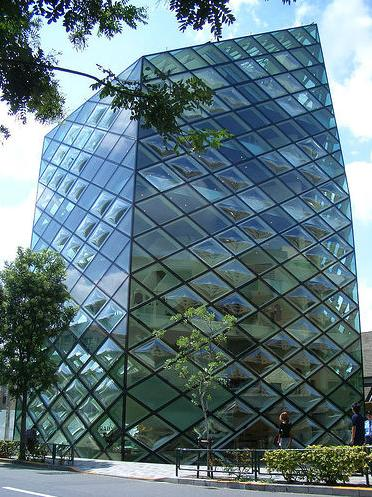
Бутик Prada.
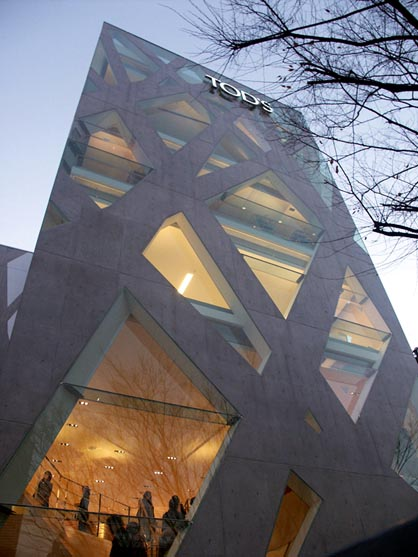
Здание Tod's.
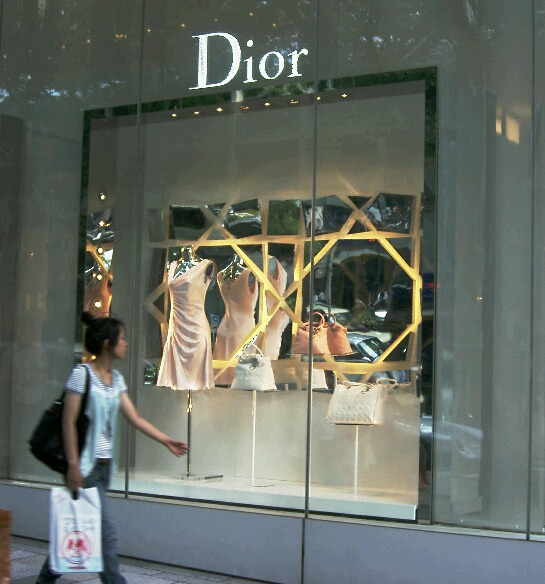
Бутик Dior.
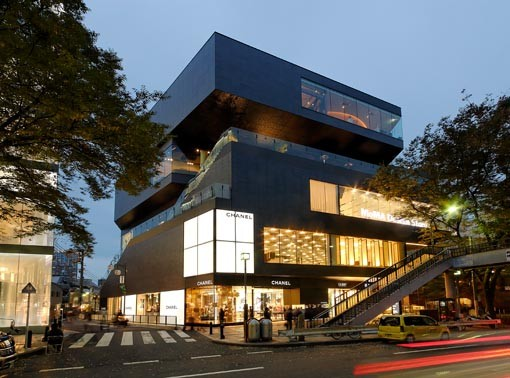
Дизайнерский комплекс The Gyre.